# Фудбалска репрезентација Југославије 1926.
Фудбалска репрезентација Југославије је 1926. године одиграла четири утакмице од којих су три биле пријатељске са Бугарском, Француском, Чехословачком и једна у традиционалном Купу пријатељских земаља. са Румунијом. 
Иако је на почетку сезоне екипу преузео нови селектор Др. Анте Пандаковић, резултати су и даље остали лоши с једном победом и три пораза.
У овој години постигнут је први хет-трик за југословенску репрезентацију, а постигао га је Славин Циндрић фудбалер екипе Грађанског из Загреба, када је као резерва ушао у другом полувремену у утакмици против Бугарске.
На утакмици са Чехословачком десио се јединствен случај у историји утакмица југословенске репрезентације када су за четири минута (од 16 до 19) постигнута четири гола и резултат је у том тренутку гласио 2:2. 
У 1926. години играло је 26 фудбалера, од којих су десеторица били дебитанти.

## Резултати
| #   | Датум  | Противник    | Резултат  | Стрелци | Стадион, Место            | Глед.  | Судија                            | Састав | Врста | Извор          |
| --- | ------ | ------------ | --------- | --- | ------------------------- | ------ | --------------------------------- | --- | ----- | -------------- |
| 15. | 30.05. | Бугарска     | 3:1 (0:1) | 0:1 Стајков 23' 1:1Циндрић 75', 2:1 Циндрић 83', 3:1 Циндрић 87'                                                      | ХАШК Загреб               | 6.000  | Ђерђ Гере Мађарска                | Михалчић (Гра. 2/0), Врбанчић (ХАШК 9/0), Ивковић (Југ. 3/0), Хитрец (Гра. 1/0), Премерл (ХАШК 3/0), Боначић (Хај. 2/0)), Ђурић (Југ. 2/0), Бенчић (Хај. 2/0), Јовановић (Југ. 4/3), Лубурић (Југ. 2/0) (Циндрић Гра. 46‘ 3/3), Петковић (Југ. 6/1), Гилер (Гра. 1/0)) Селектор:Др. Анте Пандаковић (1)                       | ПУ    | [ мртва веза ] |
| 16. | 13.06. | Француска    | 4:1 (3:1) | 1:0 Gallay 16', 2:0 Николас 17', 2:1 М. Боначић 25', 3:1 Николас 41', 4:1 Николас 79',                                | Олимпијски стадион Коломб | 12.000 | Пуц Белгија                       | Фридрих (ХАШК 6/0), Врбанчић (ХАШК 10/0), Ивковић (Југ. 4/0), Марјановић (ХАШК 4/0), Премерл (ХАШК 4/0), М. Боначић (Хај. 2/0), Бенчић (Хај. 4/0), Петковић (Југ. 7/1), (Циндрић Гра. 4/3), А. Боначић (Хај. 2/0), Гилер (Гра. 2/0) Селектор:Др. Анте Пандаковић (2)                                                          | ПУ    | [ мртва веза ] |
| 17. | 28.06. | Чехословачка | 2:6 (2:5) | 0:1 Петковић 16' 1:1 Пуц 17', 1:2 Силни 18', 2:2 Гилер 19' 2:3 Силни 27', 2:4 Силни 41', 2:5 Вимер 43', 2:6 Силни 62' | Конкордије Загреб         | 10.000 | Еуген Браун Аустрија              | Михалчић (Гра. 3/0) (Фридрих (ХАШК 46‘ 7/0), Врбанчић (ХАШК 11/0), Ивковић (Југ. 5/0), М. Марјановић (ХАШК 5/0), Премерл (ХАШК 5/0), В. Подује (Хај. 3/0)), Б. Марјановић (БСК 1/0), Петковић (Југ. 8/1)), Начевић (Југ. 1/0)), Секулић (Југ. 2/0)), (Перцл (Кон. 46‘ 1/0), Гилер (Гра. 3/1) Селектор:Др. Анте Пандаковић (3) | ПУ    | [ мртва веза ] |
| 18. | 3.11.  | Румунија     | 2:3 (0:1) | 0:1 Селмер 19' 1:1 Перцл 47', 1:2Перцл 49', 2:2 Велцер 65' 2:3 Гуга 27'                                               | Конкордије Загреб         | 5.000  | Ладислав Степановски Чехословачка | Фридрих (ХАШК (8/0), Ивковић (Југ. 6/0), Родин (БСК 4/0), М. Марјановић (ХАШК 6/0), Премерл (ХАШК 6/0), Кунст (ХАШК 1/0), Урбанке (ХАШК 1/0), (Перцл (Кон. (2/2), Лајнерт (ХАШК 1/0)), Драгичевић (БСК (1/0), Секулић (Југ. 3/0)) Селектор:Др. Анте Пандаковић (4)                                                            | КПЗ   | [ мртва веза ] |

Легенда:
- (Југ. 46‘ 2/0) = СД. Југославија, ушао у игру у 46‘, 2. утакмица, 0 голова

### Биланс репрезентације у 1926 год
| Година | Играла | Добила | Нерешила | Игубила | Голова дала | Голова примила | Гол-разлика |
| ------ | ------ | ------ | -------- | ------- | ----------- | -------------- | ----------- |
| 1926   | 4      | 1      | 0        | 3       | 8           | 14             | -6          |

### Укупан биланс репрезентације 1920 — 1926 год
| Година  | Играла | Добила | Нерешила | Игубила | Голова дала | Голова примила | Гол-разлика |
| ------- | ------ | ------ | -------- | ------- | ----------- | -------------- | ----------- |
| 1926    | 4      | 1      | 0        | 3       | 8           | 14             | -6          |
| 1920-25 | 14     | 3      | 1        | 10      | 19          | 53             | -34         |
| Укупно  | 18     | 4      | 1        | 13      | 27          | 67             | -40         |

### Играли 1926
| ред. бр | Име                   | Клуб        | Играо 1926. | Укупно играо | Голови 1926. | Укупно голова |
| ------- | --------------------- | ----------- | ----------- | ------------ | ------------ | ------------- |
| 1.      | Данијел Премерл       | ХАШК        | 4           | 6            | 0            | 0             |
| 1.      | Милутин Ивковић       | Југославија | 4           | 6            | 0            | 0             |
| 3.      | Стјепан Врбанчић      | ХАШК        | 3           | 11           | 0            | 0             |
| 3.      | Душан Петковић        | Југославија | 3           | 8            | 1            | 2             |
| 3.      | Драгутин Фридрих      | ХАШК        | 3           | 8            | 0            | 0             |
| 3.      | Маре Марјановић       | ХАШК        | 3           | 6            | 0            | 0             |
| 3.      | Фрањо Гилер           | Грађански   | 3           | 3            | 1            | 1             |
| 8.      | Максимилијан Михалчић | Грађански   | 2           | 3            | 0            | 0             |
| 8.      | Бранислав Секулић     | Југославија | 2           | 3            | 0            | 0             |
| 8.      | Славин Циндрић        | Конкордија  | 2           | 3            | 3            | 3             |
| 8.      | Мирко Боначић         | Хајдук      | 2           | 3            | 1            | 1             |
| 8.      | Адолф Перцл           | Конкордија  | 2           | 2            | 2            | 2             |
| 13.     | Јанко Родин           | БСК         | 1           | 4            | 0            | 0             |
| 13.     | Драган Јовановић      | Југославија | 1           | 4            | 0            | 3             |
| 13.     | Љубо Бенчић           | Хајдук      | 1           | 4            | 0            | 1             |
| 13.     | Вељко Подује          | Хајдук      | 1           | 3            | 0            | 0             |
| 13.     | Стеван Лубурић        | Југославија | 1           | 2            | 0            | 0             |
| 13.     | Антун Боначић         | Хајдук      | 1           | 2            | 0            | 0             |
| 13.     | Милорад Драгичевић    | БСК         | 1           | 1            | 0            | 0             |
| 13.     | Благоје Марјановић    | БСК         | 1           | 1            | 0            | 0             |
| 13.     | Владимир Лајнерт      | ХАШК        | 1           | 1            | 0            | 0             |
| 13.     | Јосип Урбанке         | Грађански   | 1           | 1            | 0            | 0             |
| 13.     | Бранко Кунст          | ХАШК        | 1           | 1            | 0            | 0             |
| 13.     | Михајло Начевић       | Југославија | 1           | 1            | 0            | 0             |
| 13.     | Владета Ђурић         | Југославија | 1           | 1            | 0            | 0             |
| 13.     | Рудолф Хитрец         | Грађански   | 1           | 1            | 0            | 0             |

### Највише одиграних утакмица 1920 — 1926
| ред. бр | Име               | Клуб        | Играо 1926. | Укупно играо | Голови 1926. | Укупно голова |
| ------- | ----------------- | ----------- | ----------- | ------------ | ------------ | ------------- |
| 1.      | Стјепан Врбанчић  | ХАШК        | 3           | 11           | 0            | 0             |
| 2.      | Емил Першка       | Грађански   | 0           | 10           | 0            | 1             |
| 3.      | Артур Дубравчић   | Конкордија  | 0           | 9            | 0            | 1             |
| 3.      | Рудолф Рупец      | Грађански   | 0           | 9            | 0            | 0             |
| 5.      | Душан Петковић    | Југославија | 3           | 8            | 1            | 2             |
| 5.      | Драгутин Фридрих  | ХАШК        | 3           | 8            | 0            | 0             |
| 7       | Драгутин Враговић | Грађански   | 0           | 7            | 0            | 0             |
| 7       | Драгутин Врђука   | Грађански   | 0           | 7            | 0            | 0             |
| 9.      | Бранко Зинаја     | ХАШК        | 0           | 6            | 0            | 4             |
| 9.      | Драгутин Бабић    | Грађански   | 0           | 6            | 0            | 1             |
| 9.      | Јарослав Шифер    | Грађански   | 0           | 6            | 0            | 1             |
| 9.      | Маре Марјановић   | ХАШК        | 3           | 6            | 0            | 0             |
| 9.      | Данијел Премерл   | ХАШК        | 4           | 6            | 0            | 0             |
| 9.      | Милутин Ивковић   | Југославија | 4           | 6            | 0            | 0             |

### Листа стрелаца 1926
| Пласман | Име            | Клуб        | Играо 1926. | Укупно играо | Голови 1926. | Укупно голова |
| ------- | -------------- | ----------- | ----------- | ------------ | ------------ | ------------- |
| 1.      | Славин Циндрић | Конкордија  | 2           | 3            | 3            | 3             |
| 2.      | Адолф Перцл    | Конкордија  | 2           | 2            | 2            | 2             |
| 4       | Душан Петковић | Југославија | 3           | 8            | 1            | 2             |
| 4       | Фрањо Гилер    | Грађански   | 3           | 3            | 1            | 1             |
| 4       | Мирко Боначић  | Хајдук      | 2           | 3            | 1            | 1             |

### Листа стрелаца 1920 — 1926
| Пласман | Име                | Клуб        | Играо 1926. | Укупно играо | Голови 1926 | Укупно голова |
| ------- | ------------------ | ----------- | ----------- | ------------ | ----------- | ------------- |
| 1       | Бранко Зинаја      | ХАШК        | 0           | 6            | 0           | 4             |
| 2.      | Владимир Винек     | Конкордија  | 1           | 6            | 0           | 3             |
| 2.      | Драган Јовановић   | Југославија | 1           | 3            | 0           | 3             |
| 2.      | Славин Циндрић     | Конкордија  | 2           | 3            | 3           | 3             |
| 5       | Душан Петковић     | Југославија | 3           | 8            | 1           | 2             |
| 5       | Геза Шарас Абрахам | Грађански   | 0           | 2            | 0           | 2             |
| 5       | Адолф Перцл        | Конкордија  | 2           | 2            | 2           | 2             |
| 8.      | Емил Першка        | Грађански   | 1           | 10           | 0           | 1             |
| 8.      | Артур Дубравчић    | Конкордија  | 1           | 9            | 0           | 1             |
| 8.      | Фрањо Гилер        | Грађански   | 3           | 3            | 1           | 1             |
| 8.      | Мирко Боначић      | Хајдук      | 2           | 3            | 1           | 1             |
| 8.      | Јован Ружић        | Југославија | 0           | 2            | 0           | 1             |
| 8.      | Јарослав Шифер     | Грађански   | 0           | 6            | 0           | 1             |
| 8.      | Драгутин Бабић     | Грађански   | 2           | 4            | 0           | 1             |
| 8.      | Љубо Бенчић        | Хајдук      | 2           | 3            | 0           | 1             |